# 小間千代
小間 千代（こま ちよ、1991年3月16日 - ）は、日本の元グラビアアイドル、元タレント。兵庫県出身。身長162cm。B88cm（Gカップ）、W59cm、H89cm。スターレイプロダクションに所属していた。

## 人物・略歴
趣味は観光、野球観戦、滝を見ること。特技はマッサージ。

2013年に上京して2週間で現在の所属事務所に原宿でスカウトされ芸能界入り。

その年の大晦日に放送されたダウンタウンの『絶対に笑ってはいけない地球防衛軍24時』にエキストラで登場したことがきっかけでインターネット上で話題となる。
2014年よりフジテレビ「アウト×デラックス」の2代目カウンターガールとして出演していたが、2016年5月26日放送分にて降板が発表された。番組内では「色んなことがあり所属事務所と揉めてカウンターガール引退を決意」とアナウンスされた。
「アウト×デラックス」降板後の芸能活動は確認されていない上に、公式ブログや公式twitter等の各種SNSも2016年を最後に更新されておらず、現在の消息は不明である。また、2022年7月時点では所属事務所の公式HPにプロフィールが残っていたが、同年12月の時点で既に消失している。

## 出演

### テレビ

#### バラエティ
- 絶対に笑ってはいけない地球防衛軍24時（2013年12月31日、日本テレビ） - エキストラ
- 真夜中のおバカ騒ぎ!（2014年2月 - 2014年9月 、千葉テレビ・TOKYO MX）
- アウト×デラックス（2014年4月 - 2016年5月26日 、フジテレビ） 準レギュラー - カウンターガール[1][2]
- 俺たちのパチパチ調査団（テレビ神奈川・テレビ埼玉）[2]
- ノブナガ（2014年3月1日、CBCテレビ）
- 雨上がりのやまとナゼ?しこ（2014年4月22日、ABCテレビ）
- ゴッドタン（2014年7月20日、テレビ東京）
- ザキ山小屋（2014年10月 - 、ABCテレビ） - 山ガール
- オトナ養成所 バナナスクール（2015年1月27日、東海テレビ）
- しくじり先生 俺みたいになるな!!（2015年2月27日、テレビ朝日）

#### ドラマ
- 美女と男子（2015年4月14日 - 全20話、NHK総合） - 小暮亜依 役[6]

### DVD
1. はじめまして、こまちよです（2014年2月21日、イーネットフロンティア）
2. ミルキーグラマー（2014年6月20日、竹書房）
3. らぶちよ in Taiwan（2014年9月20日、ラインコミュニケーションズ）
4. こまっちゃう。（2014年12月26日、エスデジタル）
5. もしカノ（2015年5月25日、エアーコントロール）